# Không Đồng

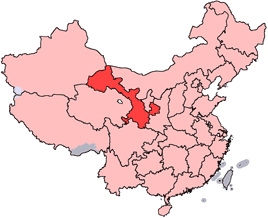
China-Gansu

Không Đồng (崆峒區) là một quận thuộc địa cấp thị Bình Lương, tỉnh Cam Túc, Cộng hòa Nhân dân Trung Hoa. Quận này giáp các đơn vị cấp huyện: Kính Xuyên, Hoa Đình, Sùng Tín, Tây Hạ, Cố Nguyên, Bành Dương. Diện tích quận 1936 km2, dân số năm 2004 480.000 người. Mã số bưu chính 744000. Chính quyền đóng ở đại lộ Tây.
Quận này gồm 3 nhai đạo (Đông Quan, Trung Nhai, Tây Giao), 2 trấn (Tứ Thập Phố và Thảo Phong) và 16 hương.